# Veneklap
Veneklapperne sidder som små ventiler i vener over 2 mm og lukker i, så snart blodet forsøger at løbe tilbage. Klapperne kan dog kun holde på blodet. Veneklapper er lokaliseret i ekstremiteter og der er størst forekomst i benene. 
Selve veneklapperne består af tunica intima-folder med bindevæv. Tunica intima er det inderste lag i kar. 
Vha. muskel-vene-pumpen fører de venøst blod til hjertet. Dvs. når musklen kontraheres, når vi fx bruger benene, vil blodet blive pumpet opad. 
| Anatomi | Spire Denne artikel om anatomi er en spire som bør udbygges. Du er velkommen til at hjælpe Wikipedia ved at udvide den. |